# Dorothy Straight
Dorothy Straight, född 25 maj 1958 i Washington, D.C., är den yngsta publicerade författaren någonsin. Vid fyra års ålder skrev hon How the World Began. Boken publicerades två år senare, 1964.

## Biografi
Straight föddes den 25 maj 1958 som dotter till KGB-agenten Michael Whitney Straight och psykiatrikern och människorättsaktivisten Belinda C. Straight (född Crompton). Hon namngavs efter sin mormor, filantropen Dorothy Payne Whitney. Boken tillkom som ett svar på en fråga ställd av modern och blev klar på en kväll. Straight skrev inga fler böcker.